# Dartford F.C.
Dartford FC là một câu lạc bộ bóng đá có trụ sở tại Dartford, Kent, Anh. Được thành lập vào năm 1888, đội bóng hiện thi đấu tại National League South và có sân nhà ở Princes Park.

## Danh hiệu
- Á quân FA Trophy mùa giải 1973–74
- Đội thắng trận Play-Off Conference South mùa giải 2011–12
- Nhà vô địch Isthmian League Premier Division mùa giải 2009–10
- Nhà vô địch Isthmian League Division One North mùa giải 2007–08
- Nhà vô địch Southern League (4) các mùa giải 1930–31, 1931–32, 1973–74, 1983–84
- Nhà vô địch Southern League (Eastern) (2) các mùa giải 1930–31, 1931–32
- Nhà vô địch Southern League Southern Division mùa giải 1980–81
- Nhà vô địch Southern League Division Two mùa giải 1896–97
- Nhà vô địch Southern League Cup (3) các mùa giải 1976–77, 1987–88, 1988–89
- Nhà vô địch Southern League Championship (3) các mùa giải 1983–84, 1987–88, 1988–89
- Nhà vô địch Kent Senior Cup (12) các mùa giải 1930–31, 1931–32, 1932–33, 1934–35, 1946–47, 1967–70, 1972–73, 1986–87, 1987–88, 2010–11, 2015–16, 2019–20
- Nhà vô địch Kent Senior Trophy mùa giải 1995–96
- Nhà vô địch Kent League Cup mùa giải 1924–25
- Á quân Kent League Division One mùa giải 1995–96
- Nhà vô địch Inter-League Challenge mùa giải 1973–74

Tính đến mùa giải 2005–06, Dartford đã chơi tổng cộng 70 mùa giải ở Southern League, nhiều hơn bất kỳ câu lạc bộ nào khác.

## Thống kê
- Thành tích cao nhất tại Liên đoàn:[2]
  - Hạng 3 National League mùa giải 1984–85
- Thành tích cao nhất tại FA Cup:[1]
  - Vòng ba các mùa giải 1935–36, 1936–37
- Thành tích cao nhất tại FA Trophy:[1]
  - Á quân mùa giải 1973–74
- Thành tích cao nhất tại FA Vase:[1]
  - Vòng một mùa giải 1994–95